# سكوت ألبرت
سكوت ألبرت (بالإنجليزية: Scott Albert)‏ (16 مايو 1975، أوتاوا في كندا)؛ روائي كندي.

## روابط خارجية
- سكوت ألبرت على موقع IMDb (الإنجليزية)